# Fabrice Jeannet
Fabrice Jeannet (* 20. října 1980 Fort-de-France, Martinik) je bývalý francouzský sportovní šermíř afrokaribského původu, který se specializoval na šerm kordem.
Francii reprezentoval v prvních letech nového tisíciletí společně se svým starším bratrem Jérômem Jeannetem. V roce 2008 získal při své druhé účasti stříbrnou olympijskou medaili. Titul mistra světa získal v roce 2003. Byl oporou favorizovaného francouzského družstva, se kterým vybojoval tituly mitra světa a Evropy a s družstev kordistů získal v roce 2004 a 2008 zlatou olympijskou medaili.